# Panusaya Sitijirawattanakul
Panusaya Sitijirawattanakul (ปนัสยา สิทธิจิรวัฒนกุล), surnommée Roong (ou Rung c'est-à-dire "Arc-en-ciel" en langue siamoise) (ชื่อเล่น : รุ้ง), née le 15 septembre 1998 à Nonthaburi, est une militante et personnalité politique thaïlandaise. Elle est connue pour sa critique du pouvoir royal du roi thaïlandais Rama X.
Avec Arnon ou Anon Nampa (อานนท์ นำภา),,, Jatupat Boonpattararaksa,, Parit Chiwarak (พริษฐ์ ชิวารักษ์ surnommé Penguin, le Pingouin), Panupong Jadnok (ภาณุพงศ์ จาดนอก surnommé Mike), , Intira Jaroenpura ( อินทิรา เจริญปุระ ; surnommée Sable : ชื่อเล่นว่า "ทราย") et bien d'autres,,,, elle fait partie des piliers des manifestations thaïlandaises de 2020.

## Biographie
Elle naît à Nonthaburi le 15 septembre 1998. Elle grandit à Nonthaburi et fait ses études à la faculté de sociologie à l'université Thammasat.

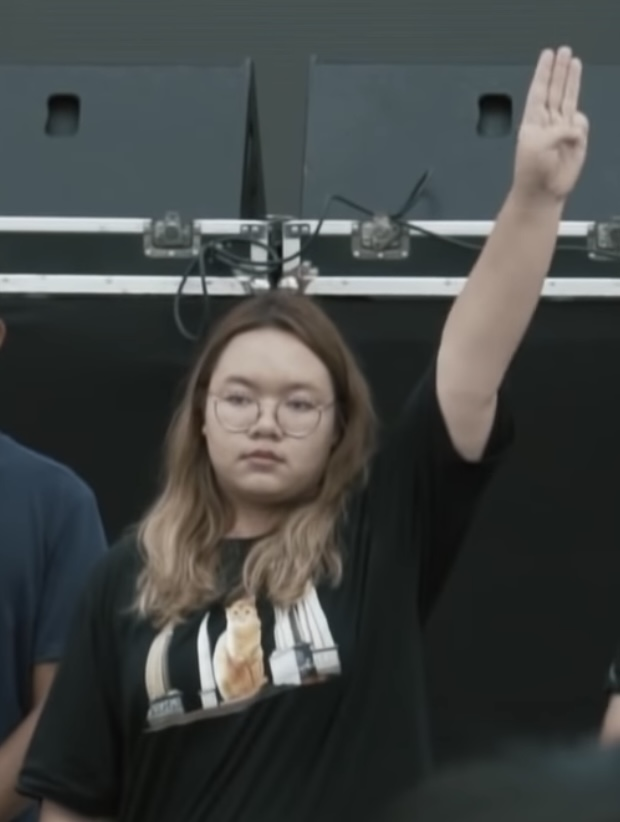

Le 10 août 2020, elle prononce un discours historique à la tribune d'un campus universitaire de la banlieue de Bangkok, discours où elle demande à la monarchie de se "réformer". Dans ce manifeste en dix points, appelé manifeste Thammasat, elle exige la révocation d'un article de loi empêchant de critiquer le roi, l'abolition de la loi de lèse-majesté (qui peut valoir 15 ans de prison), la réduction de l'allocation annuelle attribuée au palais et le retour des biens de la couronne (estimés à 33 milliards d'euros) dans le giron de L’État,... Elle devient l'une des figures de proue du mouvement de contestation étudiant.
Panusaya Sitijirrawattanakul a été choisie par la BBC dans la liste de 100 femmes inspirantes et influentes du monde entier pour 2020 avec ses compatriotes Cindy Bishop et Kotchakorn Voraakhom, la militante féministe birmane Nandar et la militante pro-démocratie de Hong-Kong Agnes Chow...
Elle est emprisonnée en mars 2021 pour lèse-majesté. 
Le 30 mars 2021 (ou le 2 avril 2021), comme le militant Penguin Parit Chiwarak deux semaines plus tôt, "Rung" Panusaya Sitijirawattanakul commence elle-aussi une grève de la faim, ; le 6 mai 2021, la cour pénale de Bangkok finit par accorder la libération sous caution à la militante "Rung".  
En novembre 2021, elle est de nouveau emprisonnée puis libérée sous caution en décembre 2021. 